# Powstanie husyckie
Powstanie husyckie – walki w latach 1419–1420 na terenie Czech pomiędzy wyznawcami nauki Jana Husa, a katolikami, zwolennikami króla niemieckiego Zygmunta Luksemburskiego.

## Geneza

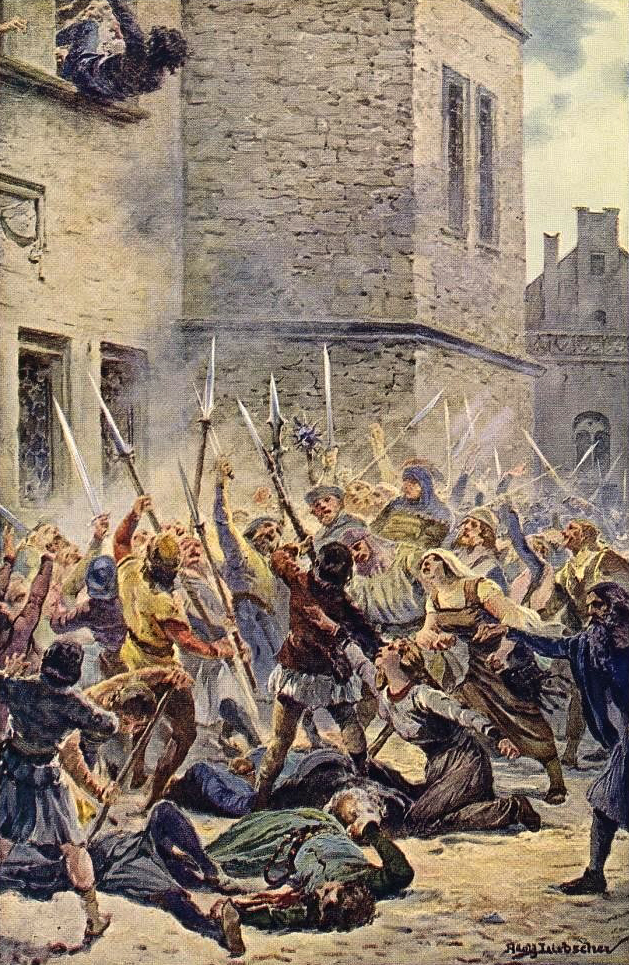
Defenestracja praska 30 lipca 1419. Zamieszki stały się sygnałem do rozpoczęcia powstania

Wbrew życzeniom władz Kościoła katolickiego, po śmierci Jana Husa w 1415 i jego najbliższego współpracownika Hieronima z Pragi w 1416 ruch husycki w Czechach nie wygasł. Pod wpływem nauki Husa, rozpropagowywanej przez jego licznych uczniów, naród czeski zaczął się organizować w wielki ruch domagający się zmian w trzech sferach:
- społecznej, dążącej do zrzucenia własności feudalnej,
- narodowościowej, czyli ograniczenia wpływów silnego w Czechach żywiołu niemieckiego,
- religijnej, czyli głębokiej reformy kościoła opartej na czterech artykułach praskich.

Ruch husycki, choć niejednolity i podzielony co do celów oraz sposobów działania, silnie rozwijał się na terenie Królestwa Czech i z coraz większym zacięciem walczył o swoje prawa. Z upływem czasu na terenie kraju zaczęły funkcjonować dwa kościoły: katolicki i husycki. Coraz częściej też dochodziło do wystąpień religijnych, antyniemieckich i antyfeudalnych. Husytyzm zdobywał grono zwolenników poza granicami kraju. W lipcu 1418 we Wrocławiu na Dolnym Śląsku doszło do rozruchów określanych przez historyków defenestracją wrocławską. Podczas rozruchów głoszono hasła husyckie dotyczące problemów społecznych i narodowościowych. Dokładnie rok później, 30 lipca 1419, w Pradze doszło do zamieszek określanych mianem defenestracji praskiej. Zamieszki stały się sygnałem do rozpoczęcia ogólnoczeskiego powstania i w konsekwencji wojen husyckich.

## Przebieg
Po zajściach z 19 lipca rozruchy ogarnęły całą Pragę. Śmierć króla czeskiego Wacława IV Luksemburskiego (16 sierpnia 1419) zaogniła i tak trudną sytuację w stolicy. Dzień po śmierci króla spalono wiele praskich kościołów i klasztorów, a na czele husytów stanęli Jan Žižka oraz Mikuláš z Husi. Miasto zostało praktycznie opanowane przez husytów, poza pojedynczymi punktami oporu z Hradczanami i Wyszehradem na czele. Wdowa po Wacławie IV Luksemburskim, królowa Zofia przy pomocy Čenka z Vartemberka próbowała przejąć władzę w mieście. 25 października powstańcom husyckim udało się opanować Wyszehrad. Walki w Pradze trwały do 13 listopada 1419, kiedy to z inicjatywy królowej Zofii ogłoszono zawieszenie broni.
Jesienią 1419 walki pomiędzy husytami a katolikami rozlały się po całym kraju. Głównymi ośrodkami husytyzmu poza Pragą stały się Pilzno na zachodzie kraju, Louny i Žatec, a na południu Klatovy i Písek. Na pomoc w całkowitym opanowaniu lub dla ewentualnej obrony stolicy ciągnęli z najodleglejszych krańców państwa czeskiego chłopi wzywani do walki przez kaznodziejów. Do większych starć między siłami husyckimi, składającymi się głównie z ciągnących na Pragę chłopów, a katolikami pod wodzą Petra Konopišťský’ego ze Šternberka doszło na początku listopada pod Nowym Kninem oraz pod Živohoštem.
W końcu listopada cześć taborytów pod wodzą Jana Žižki udała się do Pilzna. Wyprawa miała na celu wspomóc powstanie w zachodniej części Czech. Pod Nekmierzem husyci zostali otoczeni przez przeważające siły katolickie. Nowa taktyka taborytów, polegająca na zastosowania wozów jako osłony dla ostrzeliwującej się piechoty, przyniosła im sukces militarny.
Kiedy Jan Žižka zwyciężał katolików pod Nekmierzem, utrakwiści, czyli umiarkowane skrzydło ruchu husyckiego, podjęli próbę układów z Zygmuntem Luksemburskim, bratem zmarłego króla Wacława, dążącym do przejęcia Królestwa Czech. W grudniu 1419 w Brnie na Morawach, obawiający się radykalizmu taborytów i orebitów, utrakwiści (zwani też kalikstynami), zaproponowali Zygmuntowi objęcie czeskiego tronu. Utrakwiści oddanie korony czeskiej uzależnili od ustępstw Zygmunta wobec ruchu husyckiego. Żądali swobodnego głoszenia nauk Jana Husa, wyjednania u papieża prawa do przyjmowania komunii świętej pod dwiema postaciami, ustanowienia języka czeskiego jako obowiązującego w kościele i urzędach, a także popierania przez Zygmunta polityki antyniemieckiej w Czechach. Zygmunt Luksemburski na warunki się nie zgodził, tak więc podjęta przez umiarkowane skrzydło ruchu husyckiego próba mająca na celu zakończenie walk pomiędzy husytami i katolikami nie powiodła się.
W marcu 1420 na południu Czech nieopodal miasta Tabor husyci założyli zbrojny obóz tworząc w ten sposób coś na kształt republiki teokratycznej. Podobny obóz husyci założyli w północno-wschodniej części państwa czeskiego na górze Oreb nieopodal Třebechovic. Na czele taborytów stanęli hetmani Mikulaš z Husi, Zbyněk z Buchova i Chval Řepický z Machovic. Później, po powrocie z Pilzna, do trójki hetmanów dołączył Jan Žižka. Na czele orebitów stanął hetman Hynek Krušina z Lichtenburga. Przywódcą duchowym został natomiast ksiądz Ambrož Hradecký.
Ostatnim ważnym wydarzeniem powstania husyckiego z lat 1419/1420 była bitwa pod Sudomierzem. Próba przejęcia władzy w Pilznie przez husytów nie powiodła się. Pomimo początkowych sukcesów stracili oni ważny ośrodek w zachodnich Czechach jakim było Pilzno. 23 marca 1420 Jan Žižka zarządził wymarsz oddziałów husyckich z Pilzna w kierunku Taboru. Dwa dni później wojska katolickie pod dowództwem Bohuslava ze Schwanberga zaatakowały szczupłe siły taborytów. Tak jak pod Nekmierzem znowu dała o sobie znać skuteczność taktyki opracowanej przez Jana Žižkę. Wojska katolickie poniosły dotkliwą porażkę, a husyci Žižki oddalili się w kierunku Taboru.

## Skutki
W wyniku działań husytów walkami zostały objęte praktycznie całe Czechy, wskutek czego blisko jedną trzecią kraju kontrolowali husyci. Pozostałe krainy królestwa, Morawy i Śląsk, pozostały przy katolicyzmie. Trudna sytuacja i zagrożenie zewnętrzne skonsolidowało ruch husycki, który wewnętrznie był silnie podzielony. Nad Czechami utopionymi w krwawych braterskich walkach zbierały się ciemne chmury. Katolicka Europa pod przewodnictwem papieża Marcina V i króla Zygmunta Luksemburskiego szykowała się do I krucjaty antyhusyckiej.